# Mare Nostrum (filme)
Mare Nostrum é um filme brasileiro de 2018 do gênero drama dirigido por Ricardo Elias. A produção foi distribuída no Brasil pela Imovision.
No Grande Prêmio do Cinema Brasileiro de 2019, Aílton Graça foi indicado na categoria melhor ator coadjuvante por sua atuação no filme.

## Sinopse
Dois amigos voltam ao Brasil, Roberto e Mitsuo, e se reencontram por conta de um terreno negociado por seus pais no passado. Ambos estão sem dinheiro e sem perspectiva de trabalho e vêem no terro uma possibilidade de se acertarem financeiramente. Porém, alguns acontecimentos fazem com que eles acreditem que o terreno é mágico.

## Elenco
- Silvio Guindane como Roberto
- Ricardo Oshiro como Mitsuo
- Carlos Meceni como Orestes
- Aílton Graça como João Hanemann
- Lívia Santos como Beatriz
- Naruna Costa como Joyce
- Vera Mancini como Tânia
- César Mello como Ivo
- Edson Kameda como Nakano
- Teka Romualdo como Dulce
- Victória Blat como Neuza